# Alegorie na chemický průmysl
Alegorie na chemický průmysl je ocelová plastika z dílny sochařů Olbrama Zoubka a Evy Kmentové. 
Mezi lety 1965-1993 byla umístěná na průčelí předsunutého zasedacího sálu Magistrátu města Ústí nad Labem.
Znázorňovala regionální symboly – jablka, kotvu, kladivo, srp a chemickou křivuli. Schvalovací proces předcházející umístění plastiky na průčelí trval čtyři roky. Soutěž byla vyhlášena již roku 1960, komise poté schvalovala ideologickou i uměleckou správnost.
Po Sametové revoluci byla z veřejného prostoru odstraněna, rozřezána na kusy a uschována v muzejním depozitáři.